# Union City (BART)
Union City es una estación en las líneas Fremont–Daly City y Richmond–Fremont del BART. La estación se encuentra localizada en Ten Union Square en Union City, California. La estación Union City fue inaugurada el 11 de septiembre de 1972.  Distrito de Transporte Rápido del Área de la Bahía es la encargada por el mantenimiento y administración de la estación.

## Descripción
La estación Union City cuenta con 2 plataformas laterales y 2 vías. La estación también cuenta con 1,197 de espacios de aparcamiento.

## Conexiones
La estación es abastecida por las siguientes conexiones de autobuses: 
- Rutas del AC Transit: Rutas 97, 99, 216*, 232, 264*, 275, 332**, 333***, 345** (local); 801 (All Nighter)
Dumbarton Express*: Rutas DB, DB1, DB3
Union City Transit: Rutas 1A, 1B, 2, 3†, 4†
* - La ruta opera los días de semana solamente
** -La ruta opera los fines de semana y días festivos solamente
*** - Newark FlexBus,  servicio que opera desde las 7pm a la media noche los días de semana (excepto días festivos)
† - La ruta opera los sábados solamente